# Tara (přítok Irtyše)
Tara (rusky Тара) je řeka v Novosibirské a v Omské oblasti v Rusku. Je 806 km dlouhá. Povodí má rozlohu 18 300 km².

## Průběh toku
Pramení na Vasjuganské rovině. Teče v jen slabě vyznačené dolině, přičemž její koryto je značně členité. Ústí zprava do Irtyše (povodí Obu) na 1470 říčním kilometru.

## Vodní režim
Zdrojem vody jsou převážně sněhové srážky. Průměrný roční průtok vody ve vzdálenosti 108 km od ústí činí 40,8 m³/s. Zamrzá na konci října až v listopadu a rozmrzá ve druhé polovině dubna až v první polovině května. V obzvlášť silných zimách na říčních prazích promrzá až do dna. Nejvyšších vodních stavů dosahuje od dubna do června.
Průměrné měsíční průtoky řeky ve stanici Muromtsevo v letech 1936 až 1999:

## Využití
Vodní doprava je možná až do vesnice Kyštovka v délce 350 km a při vysokých stavech vody i výše.